# Philophrosyne (måne)
Philophrosyne , eller Jupiter LVIII,  är en av Jupiters månar. Den upptäcktes i april 2003 av Scott S. Sheppard vid University of Hawaii. Månen fick först designationen S/2003 J15. Den är cirka 2 kilometer i diameter och roterar kring Jupiter på ett avstånd av cirka 22 627 000 kilometer.
2019 fick månen det officiella namnet Philophrosyne.